# 蟲師
《蟲師》是漆原友紀所創作的日本漫畫作品。於1999年《Afternoon Season增刊》開始連載，休刊後移至《月刊Afternoon》2003年到2008年期間隔月連載。單行本全10冊。於2003年獲得日本新媒體動漫藝術節漫畫部門優秀獎，以及2006年度第30回講談社漫畫獎一般部門獎。之後，2013年特別篇《蝕日之影》（日蝕む翳）於《月刊Afternoon》2014年1月号與2月号進行前後篇的連載。單行本全1冊。
2005年10月至2006年3月於富士電視台播放動畫版，全20話。2006年5月15日至6月19日播放後續6話。動畫版《蟲師》亦獲得2006年第5回東京動畫獎電視優秀作品獎，及獲選為2006年第十屆日本新媒體動漫藝術節動畫部門推薦的作品。2015年榮獲SUGOI JAPAN Award動畫部門第6名。
2007年3月24日在日本上映由大友克洋監督，小田切讓主演的真人電影。 
2014年1月4日，於特別篇《蝕日之翳》播出後宣布二期《蟲師 續章》動畫化，並將於2014年分割為4月、10月兩季播出。
2015年5月16日，《蟲師 續章》特別篇也是連載最終話的〈鈴之雫〉以劇場的形式上映，〈荊棘之路〉一併同時上映。。〈鈴之雫〉在2015年Newtype動畫獎電影院放映作品賞獲得第8名

## 故事簡介
「蟲」，既不是動物，也不是植物，亦不是細菌，而是一種最接近生命之源的物體，有各種不同的型態和生存方式。當人和蟲接觸的時候就會產生奇妙的現象，有時會引起各種問題，蟲師就是為解決這些問題而存在的職業。
本作是以「蟲」為主題，但它們並不是我們一般認為的昆蟲。所謂的「蟲」就相當於我們世界的幽靈和妖怪一樣的存在。擁有特殊能力的蟲師「銀子/銀古」的工作便是解決看不見「蟲」的普通人與「蟲」發生的怪異現象。
關於時代，作者自己沒有特別設定。不過，給人的印象就像「鎖國時期的日本」或「江戶時代與明治時代之間的虛構時代」。登場人物除了主角以外，其他人物全都穿著日式服裝。

## 登場人物
由於是單元故事，主角以外的角色甚少再次出場，以下是和蟲關係比較密切的角色：
銀古　配音：中野裕斗、澤城美雪〈童年時期〉（日本）；李景唐（台灣）；飾演者：小田切讓
故事主角。蟲師。名字來自使自己變成現在模樣的蟲「銀蠱」。因為有招來蟲的體質，不能在同一個地方久留而四處遊歷。經常抽的煙是有驅蟲作用的蟲煙草。小時候名叫阿良，與母親在各地叫賣過著居無定所的生活，在一次山崩時母親被壓死，自己則被蟲師繡所救。因為常暗和銀蠱的關係失去記憶和左眼，剩下的右眼變成綠色，頭髮則變成銀白色。致力於蟲師的職志，盡心盡力的救助受苦的人們，幫助人們擊退蟲的侵擾、並找出能與蟲共生共存的方式，讓他們回歸到原來平穩安全的生活狀態。
化野　配音：上田祐司（日本）；林協忠（台灣）
銀古的朋友，是位醫生。本身看不見蟲，喜歡收集關於蟲以及各種稀奇古怪的東西，因此為銀古提供了不少旅費。有時候也會接受銀谷的委託替當事者檢查症狀。
狩房淡幽　配音：小林愛、黑葛原未有→蒲生彩華〈童年時期〉（日本）；陶敏嫻（台灣）；飾演者：蒼井優
狩房家第四代「執筆者」，自出生起右腳便封印著危險的禁種之蟲而不能走路。身為執筆者，使命就是藉著筆錄蟲的故事，把禁種之蟲封印在卷軸上；因此狩房家收藏了很多寶貴的文獻，也就是狩房文庫。
石原座（Isaza）　配音：岸尾大輔、小清水亞美〈少年時期〉（日本）
「遷徙者」的一分子，與銀古從小相識。工作是追尋流著生命之水「光酒」的光脈筋，以光脈筋的情報和蟲師買賣。
兔澤綺　配音：名塚佳織、黑葛原未有〈童年時期〉（日本）；陶敏嫻（台灣）
兔澤家的傳人，代代相傳負責看守和管理「空靈」。空靈是能遊走於空間之間的蟲，把空靈困在蠶繭中便能用作傳遞書信，為居無定所的蟲師和他們的親友提供聯絡的好方法。
阿繡　配音：土井美加（日本）；郭馨雅（台灣）；飾演者：江角真紀子
銀古小時候遇難後收留他的女蟲師，教會他關於蟲的基本知識。因為蟲（銀蠱）的光而白化，失去右眼，左眼變成綠色，頭髮變成銀白色，最終變成「常暗」。曾經是個非常和善的女人，卻因具有招引蟲的特殊體質，而導致背負著一段不堪回首且悲傷的往事。與銀古關係如同母子，希望與銀古永遠在一起。

## 用語
蟲
最接近生命原型的群體，大多數人都看不到，種類繁多，不同類型有不同的習性，人若干擾到就會造成一些不便甚至是生命危險。
蟲師
可見蟲之人，邊尋找新的蟲，邊為人們解決有關蟲的問題，但也有些心懷不軌的蟲師。
妖質
存在人的身體裡，填充著五識的物質。每個人出生皆有，只是有多有少。多的人即能看到蟲。
蟲之宴會
蟲擬態成人設宴招待人客。此時，當人類接過酒盞，並把生命根源的光酒一飲而盡，就會失去身為生物的法則，成為蟲那邊世界的居民。
光酒
最接近生命之源的東西，可說是生命之水，會吸引蟲的靠近，若使用不恰當，人會變為蟲。
蟲針
用来捕捉蟲的工具。
山主
一座山的領主，通常為某隻動物，負責山裡的光脈、動植物和蟲，同時也負責山上的氣候，若山主死掉無人接管或光脈遭破壞，山就會被荒廢，山主特徵為身上有花草，精通山神之術的蟲師也能成為山主。
白蛇／朽繩
特殊的山主，會尋找其他山主吃掉和管理，鳴聲有如鐘聲一般。
光脈
生命之源，存在地底之下，是一切萬物的起源，人可用特殊方法直接看到光脈，但若直視太久，眼睛就會被吞噬。
驅蟲草
一種特殊藥草，可用來做成香菸，能夠有效驅趕大部分自己周圍的蟲。
狩房文庫
狩房一族紀錄「蟲」的故事書卷庫，目的為封印寄宿在一族身上的「禁種之蟲」。
最初「手間一族」為阻止「禁種之蟲」，而將禁種之蟲封印在當時懷有身孕的狩房一族祖先體內，其後狩房祖先身上被墨黑色印記覆蓋，在分娩後死去。
自此之後，狩房一族每過幾代便會出現身體某一部位有墨色胎記的嬰兒，他們則透過記錄「蟲」的故事持續封印禁種之蟲，受到蟲師們的尊敬。
由於紙會隨著年代老化，需要重新記錄，為此「狩房一族」家傳分段紀錄法，讓「執筆者」將「狩房文庫」的內容都記在腦海中。

## 蟲
黑暗瞳蟲《眼瞼之光》
寄生於眼睛的蟲，具有傳染性，會導致宿主畏懼陽光，但若長時間不接觸，將導致眼睛壞死。喜愛月光。
呍/阿《柔軟的角》
「呍」形似蝸牛，殼向右旋，以聲音為食，平時居住在森林中。若環境聲音減少，可能會捨棄外殼，移居人類的耳蝸，使人聽不見聲音。弱點是鹽水。「阿」形似蝸牛，殼向左旋，與呍一起行動，以寂靜為食。相比呍數量十分稀少。可能會捨棄外殼，移居人類的耳蝸，使人耳不做分辨的收集聲音。弱點是生物活著的聲音，由於此項特性，寄生時阿會盡力削弱宿主的活力，嚴重時可能導致宿主死亡。
夢野間《枕小路》
能夠使宿主的夢轉變為現實的蟲，數量愈多，可實現的程度與規模就愈大，宿主必定無法擺脫，僅能透過藥物控制夢野間的數量。弱點為陽光。
水蟲《旅行沼澤》
一種液態的蟲子，雖然看起來像無色無味的液體，但卻是生物，喜歡棲息在古老的水脈中，有時候也會在池塘和水井裏，如果人把「水蟲」錯當水喝下去的話，離開水就無法呼吸，身體開始變得透明，放任不管的話，不久人體就變為液體。
芳草《沉睡之山》
存於山林之間的藤蔓狀蟲，蟲師能將意識依附其上，感知周遭一切。除「山靈」外的常人無法以普通術式擺脫利用芳草的追蹤。
古支納華/白蛇《沉睡之山》
吞噬「靈」並取而代之的蟲，聲若鐘鳴，被吞噬者將會失去存在。
虹蛇《雨後長虹》
藉帶著光酒成分的雨而生，是「流蟲」的一種：沒有目標、不受任何干擾，彷若自然現象一般的蟲。若隨意碰觸將會遭到附身，持續為它而執著。
棉吐《棉孢子》
寄生於尚未出生的胎兒，出生時呈泥濘狀，會躲至天井或地臺之下，並於一年後將長成擁有人類樣貌的「人茸」送還父母身邊，並每個約半年會再產出一個人茸。人茸的壽命由10年至30年不等，個體均與本體相連、且共享記憶、情報與技術。人茸死亡時將大量散布孢子，通常處理方式是在第一時間連同根源一起殺死。
後已證實若放任其學習成長，該個體將擁有一定知性，且根源毀滅後亦不會進入沉眠。
野鏽《鏽蝕之聲》
寄生於屍骸並以此為食的蟲，此過程中會發出一獨特的聲音吸引同伴聚集。若寄生於活物，將導致行動僵化以致無法動彈。該蟲厭惡海水的濕氣。
目前已知人類的嗓音可能與其相似，被描述為帶著甜甜澀澀的迴響。
千年蛇《來自海境》
與蛇活了千年將會變成龍的傳說相似、蛇狀的蟲。分為兩種，其一洄游於外海，會產生大霧；另一則悄悄居住於深山，待時機到來，兩種蟲將會於近海合流，結合為一。
祂生成的大霧，無法由外向內看透，而進入其中時，若不抱著想回到陸地的想法，將會被濃霧吞噬，失去返航的能力。
霧中流動的是「蟲」的時間，兩個小時可能被扭曲成一個月。
瑞齒《沉重的稻穗》
由光脈而生，以一名受惠者的性命為代價換取豐年。挑選犧牲者時將優先選擇身體虛弱者。
若以特殊方法讓死者服下，該名死者將復活並成為異質，不再衰老與死亡。
雲喰《棲硯之白》
霧狀的蟲，以大氣中的水分為食，並降下雪或冰雹。由雲喰產生的降水，天空將不會有雲存在。
雲喰本身沒有行動能力，僅能憑風力傳播。若長期無法攝取水氣，祂會縮小並硬質化進入假死，時間一長便與石頭無異。
若寄生於人體將無節制的奪取體溫，通常人類會於一個月內死亡。
常暗&銀蠱《獨眼魚》
常暗為絕對的黑暗，只在夜間出沒，以小蟲為食；銀蠱居住在常暗之中，會在常暗分解食物時散出銀色的光芒，長期沐浴在光下的生物會逐漸失去視力，僅存的眼睛也會變異成綠色，若雙眼均被奪取，該生物將轉變為常暗，轉換的過程不可能停止及倒轉。
倘若周邊變得晦暗，且忽然遺忘了自己的過去及名字，即代表常暗已來至身邊。若能回想起記憶便能逃脫，否則便需自己取一個新名字，將一隻眼睛的視力及使用舊名時期的所有記憶交給銀蠱，方能逃離。
虛空《空繭取》
一種非常危險的蟲，僅能生存於「密室」之中，並以此為起點擴大巢穴（虛穴），並連結到虛空共有的巢穴（大虛）之中。若虛空所處的密室遭破壞，虛空會立即遁回虛穴之中，並將原處於密室中的活物一併帶走。
蟲師一般會利用此蟲來送信，甚至於虛穴之中建立捷徑，但若於虛穴之中待太長時間，將會失去記憶。
偽葛《一夜橋》
藤蔓狀的蟲，若順向施力易斷；但逆向時則會變得十分堅韌。偽葛平時寄生於樹，但若日照不足亦可能寄生於屍骸，並加以操縱以獲取陽光。
約每二十年偽葛會進行一次遷徙，成群跨越山谷的姿態被稱作一夜橋，寄生於屍骸的偽葛也會脫離屍骸。人可以憑藉一夜橋移動，但由於偽葛的特性，一旦起步便只能往前，絕不能回頭，若是踏上一夜橋的當事者中途回頭，將會墜落山谷。
空吹&春擬《虛幻之春》
蝶形及花形的蟲，春擬會製造一小片區域於嚴冬中呈現春天的景象誘使生物進入，祂所散發出來的甜香將使聞到的生物進入冬眠，並以該生物的精力為食。所需的劑量似乎與體型有關。
空吹平時呈現蛹狀，會先於春擬出現之前羽化，並於春天來臨再度化蛹，同時散發強烈的香氣，將進入冬眠狀態的生物喚醒。
間借竹《籠中》
寄居於竹林中的蟲，外型與普通住在無二，通體雪白。從竹林共有的根系中提取養分，並協助擴散至全域。擁有操縱身體個部位的能力，身軀中含有大量水分，凡是身體浸染過(無論直接攝取或隨身攜帶)祂水分的生物，均會被視為群體的一部分納入支配。
已知可能與人類產下子嗣(鬼蠱)，該生命樣貌思考與人類無二，只需攝取母體的汁液即可生存，並可繼續與人類產下後代(出生時呈竹筍狀)。
名稱不明《海之宮》
居住於海中，絲狀的一種蟲。會釋出含有各種生物原生胚胎的珠子，以「生物活過的時間」為食，被吞噬的人會還原成胚胎，成長後在生物學上等同被吞噬者。畏懼月光。
眼福《眼福眼禍》
寄宿於人眼的蟲，當完全佔據後方會離去，目前沒有手段能將其驅逐。未寄生狀態似乎呈現花狀。會無上限的強化人的視力，終將使人難以行走。當人難以忍受而選擇閉上眼睛時，眼福將提供宿主看穿未來的力量，看見未來的必定會發生，但唯獨無法看見自己的未來。若看見了，即代表眼福已將宿主視為他物，也是離開的前兆。
產土《懷山掛衣》
在土中呈泥狀、在空中成煙狀的蟲。僅能生存於「故鄉」的土地。會寄居於植物中，進而被人體吸收。若兒童斷奶時沒有攝取足夠量的產土，將導致發展遲鈍。
火種《篝火行》
火苗狀的蟲，喜愛陰涼之處，若天氣變得溫暖，會居住在瓦罐等狹小處。出現時會伴隨著沒有溫度的火焰，通稱「陰火」。以人類的體溫為食。
幼生期呈草狀，難以與普通植物區分，會釋出毒素殺死附近的一般植物，若以火焚燒將迅速轉化為成蟲。
幼蟲的弱點為成蟲的火焰，因為並非正統的火，幼蟲吸收後將導致發育不良而死亡。若火種寄生於人體，服食以陰火烹製的食物也有同樣效果。
影魂《拂曉之蛇》
平時潛伏於古樹的陰影之下，會趁隙從耳朵潛入人類的腦中，並以記憶為食，吃到一定的數量後，影魂將分裂並再次潛藏。為保證寄生體還能生存，影魂會優先吞噬與日常生活關聯度低的記憶，吞噬的速度似乎與宿主的精神狀況有關。
弱點為陽光，平時個體幾乎無法在陽光下生存，但若潛入腦中，便無手段可以根除。
天邊草《天邊之絲》
浮游在光脈筋上方高空的蟲，平時以發光蟲為食，但若食物缺乏，便會垂下絲線狀的釣鉤到地面處獵食。一旦生物碰觸到，便會被拉往高空，大多數生物將因此喪命。
人類若曾被天邊草捕食，即時沒有摔死，身上也會沾染上濃烈的蟲的氣息，若周邊的人無法給予他仍然是人的肯定，將會徹底消失，轉化為蟲。
啼貝《啼唱之貝》
飛鳥狀的蟲，平時飛翔在海面，以海草為食，若察覺海上災厄將至(如紅潮)，便會集體躲避至海岸上的貝殼中，並發出婉囀鳥鳴警告同伴，若人耳以近距離聆聽「貝之歌」，將會遺忘發聲的辦法。
水鏡《鏡之淵》
生活於水池中，一旦有動物的身影映照到水面，它就能模仿動物的身形上岸，跟在其身後並且會不斷吸收本體的能量，直到水鏡完全取代本體，本體便會像水鏡一般沒有實體沒有心靈，無法憑所思所想改變任何事物的存在。
降雨蟲《日照雨》
平常像細微水滴般飄浮在空氣中，等群體凝聚好水分，便化作雨水降下來，接著隨著蒸發的水，再次升到天空繼續凝聚水分的一種蟲。若是遇上乾旱，空氣中失去水分，便會化作逃水的型態停留在地。由於除了有生命這點以外都和自然生態相同，蟲師稱這類蟲為流蟲，活人一旦接觸就會被寄生，以宿主為據點奪取體內水分，藉此升上天空，再凝聚水分降雨。宿主在炎熱之下不會流汗，也無法流出淚水，目前沒有方法能治療被流蟲寄生的人。
乳潮《潮湧谷》
專門寄生於剛剛生產不久的母體，並且為了攝取營養將寄主的體液轉換為乳汁，會促進周圍的植物生長，期間會迫使寄主無法睡覺，不停吸取周圍植物的養分來提高自身的能量，直到寄主體力耗盡。
木靈《花惑》
被木靈所寄生的植物壽命都會特別長，開出的花也會異常美麗，但如果寄生到動物體內，就會令動物五感麻痺。
鳥風《風起》
鳥風的叫聲似口哨，可以用口哨或呼蠱鑽孔做成的石笛來吸引這些像風一般的似鳥的蟲而控制風力，原因是鳥風愛吃呼蠱，是呼蠱的天敵。
呼蠱《風起》
這是種在海邊岩石上鑽孔棲息的蟲，風吹入孔洞一般的風能把他們引來，促成繁殖，體弱的人會使禁受不住，一般蟲師會使用呼蠱鑽孔做成的石笛來引導回巢，鳥風是其天敵。
常雪蟲《雪之下》
此雪蟲很罕見，成群行動糾纏特定動物個體，刺入目標皮膚，奪去其體溫，於是被纏上的個體，看上去就像一直在下雪。體溫雖會下降，但不至於致命，到來年春天自然就會消失。常雪蟲不喜歡溫暖的環境，會使目標皮膚產生灼熱感，而藉此遠離似火般來源。
迴陋《香闇》
這是一種會散發出香味，吸引昆蟲或野獸進入黑筒狀的蟲，這種蟲會將被引入的獵物時間扭曲成環狀，獵物就會重複地活在同一段時間裡，在此時你還會碰上迴陋，並且無意識再一次走了進去，時間就會重來，你又會經歷同樣的人生，如果穿越太多次，可能會不知不覺間和迴陋同化。
大禍時《殘紅》
這是一種在傍晚時才會出現，被牠吞噬的人，在傍晚時會以只有影子的模樣出現，如果踩到了那個影子或者被那個影子踩到，就會替換出影子的本體，自己被大禍時吞噬，因為和他人替換後出現的人都會失去此前的記憶。據說大禍時是存在於非人世的地方的，不知道牠什麼時候會連接到人世的哪個地方，所以被替換的人，也不會知道被替換到哪去。
𦨖《隱江》
人與人的意識之間存在著看不見的通道，就像這個鎮上縱橫交錯的水路一樣，這些水路都在後院相連，裡面流淌著用於彌補五識的東西，也就是我們所說的「妖質」，但是許多地方的「水」都很淺，而且還錯綜複雜，又沒有地圖，但即便如此水路畢竟還是連通的，所以偶爾也能見到想見的人，這時就會發生同時想起對方，也即所謂「蟲信」的現象，而有一種蟲可以讓人自在地引發這種現象，這種蟲叫做「𦨖」，牠生活在妖質豐富者的意識之中，能與宿主協同在水脈間來去自如，依照宿主的意願將感情傳達給相應的人，但是過度使用，牠最終會駝著人的意識開始自由行動，牠活動期間，人就會陷入失神的情況，長此以往，有朝一日就再也無法恢復意識。
井星《壺天之星》
如果一口井位於光脈這種生命之源的奔流相撞的地方，偶爾會出現這種現象，星星會隨著光脈位移而減少。人類一旦接觸到大量的井星，就會像掉入異世界般，時間一長還會失去記憶。
雨蠱《碧水》
這種蟲的個體小到肉眼無法分辨，牠們隨著雨水流入江河之後，就會聚集起來形成大魚般的模樣順流而下，最後游到海中產下後代，這些新生的雨蠱又會混在水蒸氣裡，隨雨水注入山河，但順流而下時，如果有一部分被留在了水塘中，就會寄生在山椒魚等生物體內躲避其他魚類的捕食，在十分偶然的情況下，牠們也會寄生於因溺水而陷入假死狀態的人類，溺水的人雖然能夠醒來，但是無法完全驅除。如果發生洪水，牠們會自行脫離，乘著洪流奔向大海。人類感染雨蠱，會導致體溫低，說話遲緩，容易口渴，且不善於跑步，極少數手會有蹼。
招雷子《雷之袖》
原本是飄浮在空中，以雷為食物的蟲，但有時幼蟲會隨落雷掉到地面，這樣一來就無法自力回到空中，便會藏身到附近樹木的凹洞中，如果正好有人在場，牠們也會從肚臍鑽進人的體內，然後自體內放電吸引落雷擊中宿主，再吞食雷電，等待羽化。4
骸草《泥之草》
是一種能把動物屍體全部分解為泥狀的蟲，只要有人踩到這種泥，骸草就會繼續繁殖，活人被寄生後，相應部位就會長出嫩芽，同時感到麻木。蟲師可透過特製的藥物消除寄宿活人身上的骸草。
覺木《常之樹》
吃下覺木的果實，能彷彿如親眼所見一樣，詳細地說出個人不可能會知道的某個地方的久遠的往事。覺木的蟲，原本是生活在樹的內部，靠吸取樹的養分為生，但當宿主陷入危機時，就會開出紅色的花，最後變成果實狀從樹上脫落，那顆果實裡包含著樹的記憶，而如果有鳥獸吃下了這顆果實，牠就會在牠們體內築巢，等待宿主靠近樹，如果宿主與樹長時間接觸，牠就會讓宿主與樹融合，無法動彈，最終完全和樹同化。
蝕日/蝕月《日蝕之翳》
蝕日這種蟲會出現在遮住太陽的那片黑影中心，牠會吸引四周的小蟲，令其增殖而形成黑影，平時潛伏於地底，唯獨在日食時會分為「核」與「根」兩部分，核升上天空，若想消除黑影，就要找到「蝕日」在大地上的根，將其曝於陽光之下。另一種「蝕日」的亞種「蝕月」，孕婦若被偽月食的光所照，胎兒便會喪失色素，出生後一旦照到陽光，便會產生如灼傷一般的斑點。通常蝕日製造妖光的波長對人有害，但是對受蝕月影響的人則有益。

## 出版書籍
單行本
| 冊數   | 講談社         | 講談社                 | 台灣東販       | 台灣東販               | 玉皇朝        | 玉皇朝                 |
| 冊數   | 發售日期       | ISBN                   | 發售日期       | ISBN                   | 發售日期      | ISBN                   |
| ------ | -------------- | ---------------------- | -------------- | ---------------------- | ------------- | ---------------------- |
| 1      | 2000年11月22日 | ISBN 4-06-314255-8     | 2004年8月31日  | ISBN 957-473-725-X     |               | ISBN 962-8924-51-6     |
| 2      | 2002年2月22日  | ISBN 4-06-314284-1     | 2004年9月30日  | ISBN 957-473-726-8     |               | ISBN 962-8924-59-1     |
| 3      | 2002年12月20日 | ISBN 4-06-314312-0     | 2004年10月28日 | ISBN 957-473-727-6     |               | ISBN 962-8924-68-0     |
| 4      | 2003年10月23日 | ISBN 4-06-314332-5     | 2004年11月29日 | ISBN 957-473-728-4     |               | ISBN 962-8924-91-5     |
| 5      | 2004年10月22日 | ISBN 4-06-314361-9     | 2005年1月28日  | ISBN 957-473-799-3     |               | ISBN 962-8950-10-X     |
| 6      | 2005年6月23日  | ISBN 4-06-314381-3     | 2005年9月27日  | ISBN 957-473-927-9     |               | ISBN 962-8950-36-3     |
| 7      | 2006年2月23日  | ISBN 4-06-314404-6     | 2006年5月26日  | ISBN 986-176-073-3     | 2006年11月1日 | ISBN 962-8923-01-3     |
| 8      | 2007年2月23日  | ISBN 978-4-06-314442-0 | 2007年6月28日  | ISBN 978-986-176-374-3 | 2007年4月24日 | ISBN 978-962-8951-80-2 |
| 9      | 2008年2月22日  | ISBN 978-4-06-314488-8 | 2008年5月28日  | ISBN 978-986-176-609-6 | 2008年7月3日  | ISBN 978-988-8002-25-2 |
| 10     | 2008年11月21日 | ISBN 978-4-06-314537-3 | 2009年3月24日  | ISBN 978-986-176-859-5 | 2009年5月7日  | ISBN 978-988-8013-98-2 |
| 特別篇 | 2014年4月23日  | ISBN 978-4-06-376971-5 | 2015年8月6日   | ISBN 978-986-331-785-2 |               |                        |

愛藏版
| 冊數 | 講談社         | 講談社                 |
| 冊數 | 發售日期       | ISBN                   |
| ---- | -------------- | ---------------------- |
| 1    | 2013年11月21日 | ISBN 978-4-06-376865-7 |
| 2    | 2013年11月21日 | ISBN 978-4-06-376866-4 |
| 3    | 2013年12月20日 | ISBN 978-4-06-376867-1 |
| 4    | 2014年1月23日  | ISBN 978-4-06-376868-8 |
| 5    | 2014年2月21日  | ISBN 978-4-06-376879-4 |
| 6    | 2014年3月20日  | ISBN 978-4-06-376954-8 |
| 7    | 2014年4月23日  | ISBN 978-4-06-376970-8 |
| 8    | 2014年5月23日  | ISBN 978-4-06-376988-3 |
| 9    | 2014年6月23日  | ISBN 978-4-06-377012-4 |
| 10   | 2014年7月23日  | ISBN 978-4-06-377032-2 |

- 陆版 爱藏版10卷+特别篇套装 磨铁文化·大鱼有品BigFish（出品）花城出版社（出版） ISBN 978-7-5360-9573-1 2023年7月
- 陆版 爱藏版10卷+特别篇套装限量珍藏版 磨铁文化·大鱼有品BigFish（出品）花城出版社（出版）ISBN 978-7-5749-0313-5

廉價版
因應動畫第二期《續章》的改編話數，而發行的廉價版書籍。一卷收錄6話。
- 2014年4月23日發行、ISBN 978-4-06-377994-3

收錄：
- 2014年5月14日發行、ISBN 978-4-06-377995-0

收錄：

### 相關書籍
皆為講談社出版。
公式書
- 2006年1月23日發行、ISBN 978-4-06-372117-1

資料集
- 2007年3月24日發行、ISBN 978-4-06-364689-4
- 著者、其他：長濱博史

2007年7月26日發行、ISBN 978-4-06-364692-4
畫集
- 2007年6月30日發行、ISBN 978-4-06-368018-8
- 2015年6月20日發行、ISBN 978-4-06-364971-0（完全版）

### 話數列表
第一集
- 綠之座
- 柔軟的角
- 枕小路
- 眼瞼之光
- 旅行的沼澤

第二集
- 沉睡之山
- 筆之海
- 吸露之眾
- 雨後長虹
- 綿胞子

第三集
- 鏽蝕之聲
- 海境之會
- 沉重的稻穗
- 棲硯之白
- 獨眼魚

第四集
- 取空繭
- 一夜橋
- 虛幻之春
- 籠中
- 踏草之聲

第五集
- 海之宮
- 眼福眼禍
- 懷山褂衣
- 篝火行
- 拂曉之蛇

第六集
- 天邊之絲
- 啼唱之貝
- 撫摸黑夜之手
- 雪之下
- 荒野之宴

第七集
- 花惑
- 鏡之淵
- 雷之袖
- 荊棘之路《前篇》
- 荊棘之路《後篇》

第八集
- 湧潮谷
- 冬之底
- 隱江
- 日照雨
- 泥之草

第九集
- 殘紅
- 大風起
- 壺天之星
- 碧水
- 草茵

第十集
- 光之絲
- 常之樹
- 香闇
- 鈴之雫《前編》
- 鈴之雫《後編》

特別篇
- 蝕日之影《前篇》
- 蝕日之影《後篇》

## 電視動畫

### 製作人員
- 企劃：片岡義朗、松本慶明、高谷與志人
- 製作：中山晴喜、清水賢治、鈴木篤志
- 導演、劇本統籌：長濱博史
- 總監督：五月女浩一朗
- 編劇：伊丹、桑畑絹子、山田由香
- 人物設定、總作畫監督：馬越嘉彥
- 美術監督：脇威志
- 攝影監督：濱雄紀
- 音樂：增田俊郎
- 音樂製作人：牧野幸文
- 音響監督：
- 音響製作：Delfi Sound
- OP＆ED導演：菅原一剛
- 製作管理：石黑昇（ART LAND）
- 製作製作人：渡邊秀信
- 製作協力：ADK
- 製作人：田村孔亮、大泉浩之、稗田普
- 動畫製作：ART LAND
- 製作：『蟲師』製作委員會（Marvelous Entertainment、avex entertainment、SKY Perfect Well Think）

### 配音人員
- 銀古：中野裕斗
- 化野：上田祐司
- 旁白／阿繡：土井美加

### 主題曲
- 片頭曲「The Sore Feet Song」(蟲師)
  - 作詞、作曲、歌：Ally Kerr
- 片頭曲「SHIVER」(蟲師續章)
  - 作詞、作曲、歌：Lucy Rose

### 各話標題
| 話數         | 中文標題     | 日文標題 | 劇本     | 分鏡                  | 演出                           | 作畫監督                                              |
| 第一季       | 第一季       | 第一季   | 第一季   | 第一季                | 第一季                         | 第一季                                                |
| ------------ | ------------ | -------- | -------- | --------------------- | ------------------------------ | ----------------------------------------------------- |
| 1            | 綠之座       |          | 桑畑絹子 | 長濱博史              | 長濱博史                       | 馬越嘉彦                                              |
| 2            | 眼瞼之光     |          | 伊丹あき | 宮下新平              | 宮下新平                       | 杉光登                                                |
| 3            | 柔軟的角     |          | 山田由香 | 林宏樹                | 長井龍雪                       | 田中将賀                                              |
| 4            | 枕小路       |          | 山田由香 | 五月女浩一朗          | 五月女浩一朗                   | 加加美高浩                                            |
| 5            | 旅行沼澤     |          | 桑畑絹子 | 山川吉樹              | 今泉賢一                       | 今泉賢一                                              |
| 6            | 吸露之群     |          | 伊丹     | 林宏樹                | 小田原男                       | 馬場充子                                              |
| 7            | 雨後長虹     |          | 伊丹     | 峰達也                | 五月女浩一朗                   | 西位輝實                                              |
| 8            | 來自海境     |          | 山田由香 | 平松禎史              | 成田歳法                       | 田中将賀 加加美高浩 馬越嘉彦                          |
| 9            | 沉重的稻穗   |          | 桑畑絹子 | 島村秀一              | 五月女浩一朗                   | 杉光登                                                |
| 10           | 棲硯之白     |          | 山田由香 | 長井龍雪              | 長井龍雪                       | 田中将賀                                              |
| 11           | 沉睡之山     |          | 伊丹     | 五十嵐卓哉            | 五十嵐卓哉 五月女浩一朗 峰達也 | 西位輝實                                              |
| 12           | 獨眼魚       |          | 桑畑絹子 | 櫻井弘明              | 五月女浩一朗                   | 加加美高浩 中村章子                                   |
| 13           | 一夜橋       |          | 伊丹     | 宮下新平              | 五月女浩一朗 宮田亮            | 馬場充子                                              |
| 14           | 籠之中       |          | 山田由香 | 成田歳法              | 和                             | 杉光登                                                |
| 15           | 虛幻之春     |          | 桑畑絹子 | 山川吉樹              | 小田原男                       | 田中將賀                                              |
| 16           | 曉之蛇       |          | 伊丹     | 峰達也                | 五月女浩一朗 宮田亮            | 中村章子 西位輝實 馬場充子 田中將賀 日向正樹          |
| 17           | 取虛繭       |          | 山田由香 | 今泉賢一              | 今泉賢一                       | 今泉賢一                                              |
| 18           | 懷山褂衣     |          | 伊丹     | 山崎理                | 山崎理                         | 明珍宇作 結城信輝                                     |
| 19           | 天邊之絲     |          | 伊丹     | 大地丙太郎            | 井之川慎太郎                   | 加加美高浩                                            |
| 20           | 筆之海       |          | 桑畑絹子 | 長濱博史              | 五月女浩一朗 長濱博史          | 田中将賀 中村章子 西位輝実 馬場充子                   |
| 21           | 綿胞子       |          | 山田由香 | 成田歳法              | 成田歳法                       | 馬場充子                                              |
| 22           | 海之宮       |          | 桑畑絹子 | 和                    | 和                             | 杉光登                                                |
| 23           | 鏽蝕之聲     |          | 桑畑絹子 | 山崎理                | 山崎理                         | 中村章子 西位輝實                                     |
| 24           | 篝火行       |          | 山田由香 | 五十嵐卓哉            | 成田歳法                       | 田中將賀                                              |
| 25           | 眼福眼禍     |          | 伊丹     | 今泉賢一              | 今泉賢一                       | 今泉賢一                                              |
| 26           | 踏草之聲     |          | 桑畑絹子 | 長濱博史              | 五月女浩一朗 長濱博史          | 加加美高浩 馬越嘉彦                                   |
| 特別篇       |              |          |          |                       |                                |                                                       |
|              | 日蝕之翳     |          | 漆原友紀 | 長濱博史              | 五月女浩一朗 長濱博史          | 安彥英二 杉光登 馬越嘉彦                              |
| 第二季：續章 |              |          |          |                       |                                |                                                       |
| 1            | 荒野之宴     |          | 長濱博史 | 長濱博史              | 五月女浩一朗 長濱博史          | 杉光登 馬越嘉彥                                       |
| 2            | 啼唱之貝     |          | 長濱博史 | 五月女浩一朗          | 五月女浩一朗                   | 安彥英二 馬越嘉彥                                     |
| 3            | 雪之下       |          | 長濱博史 | 長濱博史              | 下司泰弘                       | 馬場充子 加加美高浩 馬越嘉彥                          |
| 4            | 撫摸黑夜之手 |          | 長濱博史 | 長濱博史              | 木村延景                       | 西位輝實                                              |
| 5            | 鏡之淵       |          | 長濱博史 | 長濱博史              | 下司泰弘                       | 馬越嘉彥 西位輝實 馬場充子                            |
| 6            | 花惑         |          | 長濱博史 | 長濱博史              | 宮田亮                         | 杉光登 佐藤浩一 馬越嘉彥                              |
| 7            | 日照雨       |          | 長濱博史 | 長濱博史              | 下司泰弘                       | 安彥英二 西位輝實 馬越嘉彥                            |
| 8            | 大風起       |          | 長濱博史 | 長濱博史              | 宮田亮 五月女浩一朗            | 馬場充子 加加美高浩 西位輝實 安彥英二 杉光登 馬越嘉彥 |
| 9            | 湧潮谷       |          | 長濱博史 | 長濱博史              | 下司泰弘                       | 西位輝實 安彥英二 馬越嘉彥                            |
| 10           | 冬之底       |          | 長濱博史 | 長濱博史              | 五月女浩一朗                   | 杉光登 馬場充子 西位輝實 安彥英二 馬越嘉彥            |
| 特別篇       | 草叢之路     |          | 長濱博史 | 長濱博史              | 五月女浩一朗 長濱博史          | 馬場充子 西位輝實 安彥英二 馬越嘉彥                   |
| 11           | 草茵         |          | 長濱博史 | 長濱博史              | 下司泰弘                       | 西位輝實 馬場充子                                     |
| 12           | 香闇         |          | 長濱博史 | 長濱博史              | 布施康之                       | 安彥英二 馬越嘉彥                                     |
| 13           | 殘紅         |          | 長濱博史 | 長濱博史              | 下司泰弘                       | 西位輝實 馬場充子                                     |
| 14           | 隱江         |          | 長濱博史 | 長濱博史              | 大久保富彥                     | 飯飼一幸 關口雅浩 津熊健德                            |
| 15           | 光之絲       |          | 長濱博史 | 櫻井弘明              | 木村泰大                       | 安彥英二 馬越嘉彥                                     |
| 16           | 壺天之星     |          | 長濱博史 | 大地丙太郎            | 下司泰弘                       | 佐藤浩一 馬越嘉彥                                     |
| 17           | 水碧         |          | 長濱博史 | 長濱博史              | 布施康之                       | 西位輝實 馬場充子 馬越嘉彥                            |
| 18           | 雷之袖       |          | 長濱博史 | 長濱博史 五月女浩一朗 | 下司泰弘                       | 安彥英二 西位輝實 馬場充子 馬越嘉彥                   |
| 19           | 泥之草       |          | 長濱博史 | 長濱博史 五月女浩一朗 | 大久保富彥                     | 飯飼一幸 關口雅浩 津熊健德 馬越嘉彥                   |
| 20           | 常之樹       |          | 長濱博史 | 櫻井弘明              | 五月女浩一朗                   | 西位輝實 馬場充子 安彥英二 佐藤浩一 馬越嘉彥          |
| 特別篇       |              |          |          |                       |                                |                                                       |
|              | 鈴之雫       |          | 漆原友紀 | 長濱博史              | 五月女浩一朗 下司泰弘 長濱博史 | 佐藤浩一 西位輝實 馬場充子 馬越嘉彦                   |

台灣中文版DVD由博英社代理發行，全九片。

## 真人電影版
電影版由大友克洋導演。曾參展第63屆威尼斯國際電影節，於2007年3月24日開始在日本上映。電影版的角色，是將漫畫版裏主要的四個短篇故事之中截取而出，在結局的編排上也與原作不一樣。
真人電影版在IMDb的平均分數為6分（滿分10分）。

### 故事簡介
蟲是人類的智慧所無法觸及的存在體、時而會導致出一些不可解釋的現象。身為蟲師的銀古不是為了要消滅那些蟲，他持續不斷的旅行是為了要探索人類與蟲可共生共存的世界，誰也不想與之爭鬥，誰也不想傷害，完全就像一個研究者。與其說他是被描寫成一個療癒人心、維持大自然平衡的英雄角色，倒不如說，或許他是被生活在充滿戰爭及殺戮世界的人們在內心深處所秘密請託的一個人。